# William Henry Harrison Miller
William Henry Harrison Miller (Augusta, 6 settembre 1840 – Indianapolis, 25 maggio 1917) è stato un politico e avvocato statunitense.

## Biografia
Fu il 40º procuratore generale degli Stati Uniti sotto il presidente degli Stati Uniti d'America Benjamin Harrison (23º presidente).
Studiò all'Hamilton College, alla sua morte il corpo venne sepolto al Crown Hill Cemetery